# Radhi Daghfous
Radhi Daghfous (arabe : راضي دغفوس), né le 10 avril 1948 et mort le 16 décembre 2023, est un historien et universitaire tunisien spécialiste du Moyen Âge.

## Biographie
Après des études supérieures à Tunis et à la faculté des lettres de Paris, il obtient son agrégation d'histoire en 1972 à Paris puis son doctorat d'État en histoire médiévale à l'université Aix-Marseille-III en 1991.
Il effectue un parcours dans l'enseignement supérieur, en tant qu'assistant en 1973, maître de conférences en 1992 puis professeur des universités à partir de 1997.
Professeur émérite à l'université de Tunis, il est directeur du département d'histoire à la faculté des sciences humaines et sociales de Tunis, directeur du laboratoire « Monde arabo-islamique médiéval » entre 1999 et 2012 et président de l'Association tunisienne des historiens entre 1990 et 1994.
Professeur invité dans plusieurs universités arabes et européennes, il est membre du Comité international des sciences historiques, du comité scientifique de la revue Les Cahiers de Tunisie entre 1991 et 2012 et de plusieurs commissions et jurys de recrutement des enseignants-chercheurs de statut universitaire.
Spécialiste en histoire médiévale de l'islam, ses travaux traitent de la naissance du Yémen islamique, de l'Afrique du Nord médiévale et des invasions hilaliennes.

## Décorations
- Chevalier (1999)[4] puis commandeur de l'ordre national du Mérite (Tunisie, 2010)[5].

## Principales publications

### Ouvrages
- Le Yémen islamique des origines jusqu'à l'avènement des dynasties autonomes (Ier-IIIe s./VIIe-IXe s.), Tunis, Faculté des sciences humaines et sociales de Tunis, 1995[6].
- (ar) إشكاليات الإنتشار في الإسلام المبكر [« Problématiques d'expansions dans l'Islam primitif »], Tunis, Centre de publication universitaire,‎ 2002.
- (ar) دراسات في التاريخ العربي الإسلامي الوسيط [« Études d'histoire arabo-islamique médiévale »], Beyrouth, Dar al-Gharb al-Islami,‎ 2004.
- (ar) محمد و نشأة الإسلام [« Muḥammad et la naissance de l'Islam »], Tunis, Tibr al-Zamān,‎ 2006.
- (ar) التاريخ العربي و الإسلامي في القرن الأول و بداية القرن الثاني للهجرة من خلال النصوص و الوثائق [« L'histoire arabo-musulmane à travers les sources »], Tunis, Centre de publication universitaire,‎ 2009.
- Conquête et gouverneurs (22-184/642-800) : la Tunisie, de la conquête arabe à la fin de l'époque des gouverneurs, Tunis, Alif, 2010[7].
- (ar) المشرق الإسلامي من الثورة على عثمان الى الثورة العباسية [« L'Orient musulman depuis la révolution d'Othmân jusqu'à la révolution abbasside »], Tunis, Centre de publication universitaire,‎ 2011.
- (ar) بحوث في تاريخ إفريقية و اليمن في العهد الإسلامي الوسيط [« Études d'histoire ifrîqiyenne et yéménite à l'époque médiévale »], Amman, Dar Jalees Alzaman for Publishing & Distribution, 2011.
- (ar) ظهور الإسلام و انتشاره في شبه الجزيرة العربية [« L'émergence et la propagation de l'Islam dans la péninsule arabique »], Tunis, Maison arabe d'édition,‎ 2012.
- Recherches relatives à l'histoire du monde musulman à l'époque médiévale, Tunis, Wassiti, 2012.
- Histoire de la Tunisie médiévale, Tunis, Centre de publication universitaire, 2013 (avec Faouzi Mahfoudh).
- (ar) الحروب و الفتن و الثورات في القرن الأول و بداية القرن الثاني للهجرة [« Les guerres et les discordes dans les deux premiers siècles de l'Hégire »], Tunis, Faculté des sciences humaines et sociales de Tunis,‎ 2013.
- Études sur les hilaliens et l'immigration hilalienne, Tunis, Centre de publication universitaire, 2015.
- (ar) المشرق الإسلامي من خلافة الرشيد إلى سقوط بغداد [« L'Orient musulman du Califat de Hâroun ar-Rachîd jusqu'à la chute de Bagdad »], Amman, Dar Jalees Alzaman for Publishing & Distribution,‎ 2015.
- (ar) اليمن السعيد: من معاوية الى المأمون [« L'Arabie heureuse de l'époque de Muʿāwiya Ier jusqu'à celle d'al-Ma'mūn »], Beyrouth, Dar Sinatra,‎ 2017.
- (ar) بلاد المغرب من الإنتشار العربي الإسلامي إلى نهاية القرن الخامس [« Le Maghreb, de l'expansion arabo-musulmane jusqu'au Ve siècle de l'Hégire »], Amman, Dar Jalees Alzaman for Publishing & Distribution,‎ 2017.

### Ouvrages collectifs
- (ar) القبيلة، المدينة، المجال في العالم العربي الإسلامي [« La tribu, la ville et l'espace dans le monde arabo-musulman »], Tunis, Faculté des sciences humaines et sociales de Tunis,‎ 2011.
- (ar) تونس عبر التاريخ : العصر الوسيط [« La Tunisie, à travers l'histoire »], vol. II, Tunis, Centre d'études et de recherches économiques et sociales,‎ 2005.
- Histoire de l'humanité : 600-1492, vol. IV, Paris, Unesco, 2008.
- (ar) موسوعة القيروان [« Encyclopédie de Kairouan »], Tunis, Maison arabe d'édition,‎ 2009.
- (ar) الكتابة التاريخية في العصر الوسيط : من الخبر و الرواية إلى النص و الوثيقة [« L'écriture historique à l'époque médiévale »], Tunis, Faculté des sciences humaines et sociales de Tunis,‎ 2010.
- (ar) الحركات الإجتماعية في العالم العربي الإسلامي [« Les mouvements sociaux dans le monde arabe médiéval »], Tunis, Faculté des sciences humaines et sociales de Tunis,‎ 2011.
- (ar) الأسلمة و التعريب في المغرب و المشرق في العهد الوسيط [« L'islamisation et l'arabisation en Orient et au Maghreb à l'époque médiévale »], Tunis, Faculté des sciences humaines et sociales de Tunis,‎ 2016.
- L'ibadisme dans les sociétés de l'Islam médiéval : modèles et interactions, Berlin, De Gruyter, 2018.